# Antonino Zichichi
Antonino Zichichi (Trapani, 15 ottobre 1929) è un fisico e divulgatore scientifico italiano, specializzato nel campo della fisica delle particelle elementari.
È professore emerito del dipartimento di fisica dell'Università di Bologna dal 2006 ed è noto al grande pubblico soprattutto per la sua attività di divulgatore, essendo un prolifico autore di libri e saggi, e per le sue apparizioni televisive.

## Carriera scientifica
Dopo aver frequentato il liceo classico Ximenes di Trapani e compiuti gli studi universitari a Palermo, laureandosi in matematica e fisica con una tesi in fisica con Donato Palumbo, ha lavorato presso il Fermilab di Chicago e il CERN di Ginevra, dove nel 1965 ha diretto il gruppo di ricerca che osservò per la prima volta l'antideutone, in contemporanea con un team americano dell'Alternating Gradient Synchrotron ai Brookhaven National Laboratory.
Ordinario di fisica superiore dal 1965 al 2006 alla facoltà di scienze dell'Università di Bologna, ha guidato il gruppo di fisici bolognesi durante i primi esperimenti sulle collisioni materia-antimateria presso i Laboratori nazionali di Frascati.
È stato presidente dell'Istituto nazionale di fisica nucleare dal 1977 al 1982 e nel 1978 è stato presidente anche della Società Europea di Fisica.
Nel 1979 è stato al centro di un incidente diplomatico al momento dell'elezione del direttore del CERN: una lettera del Ministero della ricerca faceva il nome di Zichichi come prossimo eletto, essendo in vigore una turnazione informale. Tuttavia le pressioni da parte dell'Italia a favore di Zichichi causarono una netta spaccatura al CERN tra l'Italia e tutti gli altri sostenitori, i quali non ritenevano Zichichi adatto a dirigere l'organizzazione. L'allora ministro della ricerca italiano Vito Scalia, in quota DC, minacciò per rappresaglia di tagliare i fondi italiani al CERN. L'iniziativa non sortì effetto e per 12 voti contrari e con l'assenza del solo rappresentante italiano, la candidatura di Zichichi venne respinta e fu eletto il tedesco Herwig Schopper.
Nel 1980 incomincia la costruzione dei Laboratori nazionali del Gran Sasso, dei quali Zichichi è stato uno dei principali fautori e ideatori. Dal 1986 è a capo del "World Lab", un'associazione che sostiene i progetti scientifici in paesi del terzo mondo, fondata nel 1973 da Isidor Isaac Rabi e Zichichi stesso.
È sua la proposta di Eloisatron, un acceleratore circolare avente una circonferenza di circa 300 km, capace di raggiungere un'energia nel centro di massa di 500 TeV, espandendo la tecnologia del Large Hadron Collider (LHC) del CERN. Viste le enormi dimensioni dell'acceleratore, la difficoltà di trovare un sito per la sua realizzazione e il conseguente costo, il progetto è da molti ritenuto non realizzabile. Tuttavia gli studi di fattibilità di Eloisatron sono stati finanziati con un progetto speciale dell'INFN per diversi anni.
Il suo indice H è 130 (Scopus).

### Il centro Ettore Majorana
Nel 1963 ha fondato a Erice il Centro di cultura scientifica Ettore Majorana.
Ha istituito la Fondazione e Centro di cultura scientifica «Ettore Majorana», comprendente 123 scuole postuniversitarie in tutti i campi della ricerca scientifica moderna, che distribuisce anche borse di studio a studenti meritevoli.

### World Federation of Scientists
Insieme con Isidor Isaac Rabi e un gruppo di altri scienziati, ha fondato nel 1973 a Erice, in Sicilia, l'organizzazione internazionale World Federation of Scientists (Federazione mondiale degli scienziati), creata per affrontare le emergenze planetarie attraverso la collaborazione internazionale in campo scientifico.

## Zichichi e la cultura scientifica
Per il grande pubblico Zichichi è soprattutto un divulgatore di scienza, che riesce a portare l'attenzione dei media sul mondo scientifico anche grazie alle sue presenze televisive. La sua peculiarità all'interno della comunità scientifica riguarda anche il suo credo cattolico, in base al quale dichiara di perseguire un approccio alla scienza non in contrasto con la fede. Aspre critiche ha suscitato soprattutto il suo libro su Galileo, Galilei, Divin Uomo, che viene considerato da alcune recensioni come un libro a tema, perché nega l'esistenza di uno scontro tra scienza e Chiesa cattolica nella vicenda del processo a Galileo Galilei e la contrapposizione fra scienza e fede in generale.

### La battaglia contro l'astrologia e le superstizioni
Uno degli aspetti più noti di Zichichi è la battaglia che conduce da molti anni contro l'astrologia e più in generale contro le superstizioni, come quelle legate alla numerologia, definite dallo scienziato "Hiroshima culturale", dalla citazione di Enrico Fermi: "Fate sì che all'Hiroshima politico non segua un Hiroshima culturale!". La critica agli oroscopi e alle superstizioni è il tema principale di uno dei suoi libri più venduti: Il Vero e il Falso (2002).

### Riforma del calendario
Nel suo saggio L'irresistibile fascino del tempo Zichichi riporta la regola del "calendario perfetto" proposto da John Herschel (1792-1871) per migliorare ulteriormente l'accuratezza del calendario gregoriano: non considerare bisestili gli anni multipli di 4 000, cioè 4 000, 8 000, 12 000 e così via.  I giorni dell'anno sono 365, più uno (anno bisestile) ogni quattro anni, meno tre (ad esempio 1 700, 1 800, 1 900) ogni quattro secoli ed ancora meno 3 ogni 12 000 anni. Antonino Zichichi condivide quindi l'idea di non considerare bisestili gli anni 4 000, 8 000 e 12 000, mentre nel calendario gregoriano dovrebbero esserlo.

## Controversie

### Critica al darwinismo
Zichichi è anche autore e sostenitore di un'aspra critica alla teoria darwiniana dell'evoluzionismo, per quanto riguarda la specie umana e animale.
Egli la considera priva di sufficienti prove scientifiche e di una solida base matematica, e più fondata su un atto di 'fede'. Nella scienza vera e propria, afferma, non esisterebbe un'equazione matematica dell'evoluzione delle specie animali e quindi l'evoluzionismo non sarebbe fondato sul metodo galileiano retto sulla matematica, sebbene esista una base matematica a sostegno della teoria dell'evoluzione, la legge di Hardy Weinberg.
Inoltre, sostiene che, anche da un punto di vista biologico e paleontologico, la teoria evoluzionistica sia carente di prove, e abbondante di "anelli mancanti e passaggi miracolosi". La comunità scientifica però non è d'accordo, poiché la negazione dell'evoluzione della specie umana è in contrasto con le numerose prove sperimentali, provenienti da discipline scientifiche come la biologia molecolare, la paleontologia e la genetica.
Zichichi non risparmia critiche anche ai creazionisti, i quali non tengono conto della scienza, e propone una diversa visione della ricerca scientifica in questo campo.
Egli infatti ritiene, come esplicita chiaramente nel suo libro Perché io credo in Colui che ha fatto il mondo, che esistano prove dell'evoluzione delle specie viventi e anche dell'uomo, ma che queste non si possano ridurre a un semplice prodotto dell'evoluzione biologica, né utilizzare per dimostrare l'evoluzione delle specie, teoria che ritiene in contrasto con l'osservazione scientifica.
Zichichi sostiene che tutte le forme di vita presentano caratteristiche di complessità irriducibile, cioè elementi di complessità che devono venire in esistenza contemporaneamente e in una forma immediatamente perfetta, affinché l'organismo o una parte di esso possa esistere. Sebbene il concetto venga da anni respinto dalla comunità scientifica che considera il disegno intelligente alla stregua di una pseudoscienza, ciò lo porta ad affermare che non vi è alcuna contraddizione fra le reali scoperte scientifiche e l'esistenza di un Creatore, o di un disegno intelligente.
(Antonio Zichichi. Perché io credo in Colui che ha fatto il mondo, Il Saggiatore, 1999.)

### Posizione negazionista sul contributo umano ai cambiamenti climatici
A partire dal 2001 Zichichi ha più volte sposato una posizione negazionista nei confronti della correlazione fra l'inquinamento prodotto dall'uomo e i cambiamenti climatici. In un articolo del 5 luglio 2017 su Il Giornale, pur sostenendo che i gas prodotti da automobili e impianti industriali siano nocivi, cerca di confutare i modelli del clima, affermando che "spendere miliardi di euro sulla base di modelli matematici con decine di parametri liberi sia privo di senso" (citando impropriamente il celebre matematico John von Neumann, nel sostenere questa sua tesi), e definisce opera "da ciarlatani dire che l'inquinamento modifica il clima". In coda all'articolo, Zichichi pubblica un Appello della Scienza contro le eco-bufale, a suo dire firmato da 20 scienziati. La petizione si rivelerà in seguito un falso in quanto, dopo un'indagine de Il Fatto Quotidiano, si scoprì che nessuno dei firmatari aveva effettivamente visionato il contenuto della petizione né si trovava in accordo con le teorie di Zichichi. Successivamente, diversi scienziati del clima hanno espresso il loro dissenso sulle critiche di Zichichi verso i modelli climatici.
Nel 2019, in concomitanza con l'ascesa mediatica dell'attivista Greta Thunberg, Zichichi riconfermò le sue precedenti dichiarazioni, sostenendo l'inaffidabilità dei modelli matematici utilizzati negli studi sul cambiamento climatico.

### Critiche di Odifreddi
Nel 1994, all'indomani dell'uscita de L'infinito di Zichichi, Piergiorgio Odifreddi lo ha recensito, giudicandolo viziato da errori e contraddizioni, in un saggio sarcastico dal titolo Zichicche. Per tale ragione Odifreddi ha ricevuto due querele da Zichichi per diffamazione, entrambe archiviate. La recensione è poi divenuta un libro che raccoglie scritti su Zichichi. Successivamente, nel 1999, Odifreddi ha pubblicato un altro saggio sarcastico, Zichicche II, nel quale recensisce il libro di Zichichi Perché io credo in Colui che ha fatto il mondo con uno stile molto simile a quello del primo saggio.

## L'esperienza politica
Nel 2005, quando la scena politica italiana era infiammata dalle preparazioni per la campagna elettorale delle elezioni amministrative del 2006, Antonino Zichichi fu uno dei papabili per ricoprire la carica di sindaco di Roma per l'allora centro-destra. Francesco Giro, esponente di Forza Italia, fu netto: «La candidatura del professor Zichichi, lanciata da Antonio Tajani è legittima e comprensibile, anche perché viene proposta dal maggiore leader di Forza Italia nel Lazio e questo vorrà dire pure qualcosa. Il profilo morale, professionale e umano del professore Zichichi lo rendono adatto a guidare una grande città». Zichichi si dichiara simpatizzante del Popolo della Libertà e nel 2012 il suo nome è stato accostato al partito di Silvio Berlusconi per una possibile candidatura. Lo scienziato, pur precisando di essere amico di Berlusconi, ha detto però di non essere interessato.
Il 23 novembre 2012, il neo-presidente della Regione Siciliana Rosario Crocetta, del Partito Democratico, annuncia la nomina di Zichichi ad assessore ai beni culturali.
Il 27 marzo 2013 l'incarico gli viene revocato da Crocetta, che dichiara: "Di Zichichi non se ne poteva più, bisognava lavorare e invece lui parlava di raggi cosmici. Forse, sarebbe stato meglio utilizzarlo come esperto".

## Nella cultura di massa
- Il comico Maurizio Crozza ne ha fornito un'imitazione televisiva di successo, mettendo in risalto gli aspetti più tipici del suo modo di porsi con il pubblico. Prima di lui era stato Ezio Greggio a proporre, all'interno di Drive In, il personaggio di Zichichirichì.

## Onorificenze

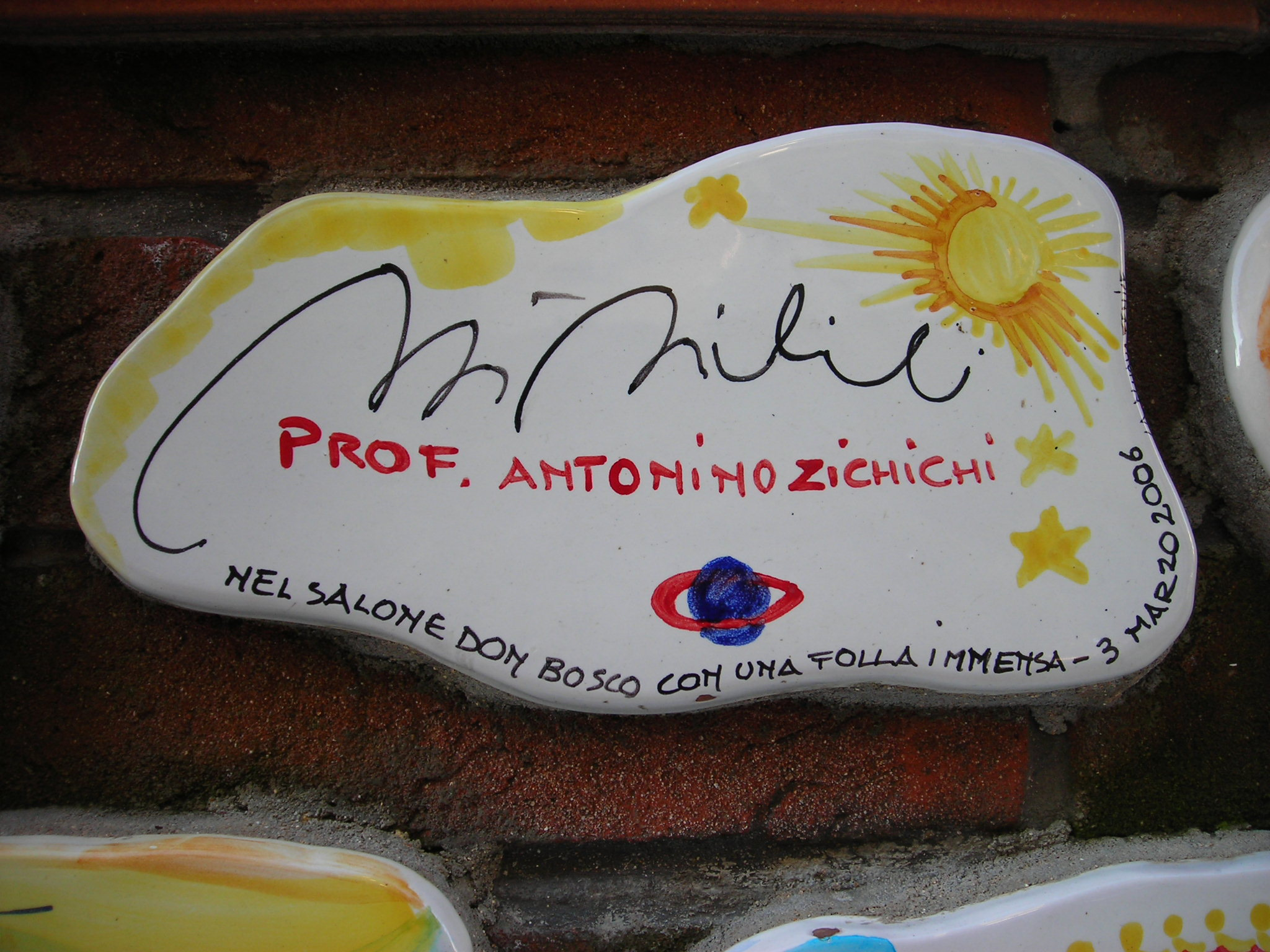
La piastrella del Muretto di Alassio autografata da Zichichi.

- Ordine al Merito della Repubblica di Polonia
- Ordine al Merito della Repubblica Federale Tedesca

## Riconoscimenti
Zichichi ha ricevuto diversi riconoscimenti e ricoperto incarichi di vertice in società scientifiche:
- Presidente della Società Europea di Fisica (1978-1980)
- Presidente dell'Istituto Nazionale di Fisica Nucleare (1977-1982)
- Presidente del Comitato NATO per le Tecnologie di Disarmo
- Rappresentante della CEE nel Comitato Scientifico del Centro Internazionale di Scienza e Tecnologia di Mosca
- Presidente della World Federation of Scientists
- Presidente del Museo storico della fisica e Centro di studi e ricerche "Enrico Fermi"
- Presidente onorario della Società Italiana della Scienza e della Ingegneria (SIdSI)[49]
- Cittadino Onorario di diverse città italiane tra cui Erice, Napoli e Ragusa
- Laurea Honoris Causa nelle Università di Pechino, Buenos Aires, Malta, Bucarest, Arizona, Torino
- membro dell'Accademia nazionale delle scienze dell'Ucraina
- membro dell'Accademia delle scienze della Georgia
- membro della Pontificia accademia delle scienze
- Premio Enrico Fermi, conferitogli dalla Società italiana di fisica nel 2001
- Targa del comune di Catanzaro, conferitagli dalla città di Catanzaro nel 2018
- Premio Scienza Giovani 2019

A Zichichi è stato dedicato un asteroide, 3951 Zichichi.

## Opere
- L'infinito, Lausanne, G. Galilei, 1988. ISBN 88-7831-000-X; Milano, Biblioteca universale Rizzoli, 1994. ISBN 88-17-13833-9; Milano, Pratiche, 1998. ISBN 88-7380-610-4.
- Scienza ed emergenze planetarie. Il paradosso dell'era moderna, Milano, Rizzoli, 1993. ISBN 88-17-84286-9; Milano, Biblioteca universale Rizzoli, 1996. ISBN 88-17-11699-8.
- Subnuclear Physics. The first fifty years highlights from Erice to ELN, Bologna, Academy of science-Bologna university, 1998.
- Perché io credo in Colui che ha fatto il mondo. Tra Fede e Scienza, Milano, Il Saggiatore, 1999. ISBN 88-428-0714-1.
- Creativity in Science, Singapore, World Scientific, 1999. ISBN 978-98-102-4045-5.
- L'irresistibile fascino del Tempo. Dalla resurrezione di Cristo all'universo subnucleare, Milano, Il Saggiatore, 2000, ISBN 88-428-0855-5.
- Galilei divin uomo, Milano, Il Saggiatore, 2001. ISBN 88-428-0943-8.
- Il vero e il falso. Passeggiando tra le stelle e a casa nostra, Milano, Il Saggiatore, 2003. ISBN 88-428-1078-9.
- Galilei. Dall'Ipse Dixit al processo di oggi. 100 risposte, Milano, Il Saggiatore, 2004. ISBN 88-428-1174-2.
- Tra Fede e Scienza. Da Giovanni Paolo II a Benedetto XVI, Milano, Il Saggiatore, 2005. ISBN 88-428-1310-9.
- Giovanni Paolo II. Il papa amico della scienza, Milano, Tropea, 2011. ISBN 978-88-558-0180-5.
- The New Manhattan Project. Science for Peace the World Over, Roma, Il Cigno GG Edizioni, 2015. ISBN 978-88-783-1339-2.
- A Lesson for the Future of Our Science. My Testimony on Lord Patrick M.S. Blackett, Singapore, World Scientific, 2016. ISBN 978-98-147-1967-4.
- Fede, scienza, tecnologia. Siamo l'unica forma di materia vivente dotata di ragione, Città del Vaticano, Libreria Editrice Vaticana, 2016. ISBN 978-88-209-9882-0.
- Matematica e bellezza. Fibonacci e il numero aureo (a cura di), Roma, Il Cigno GG Edizioni, 2017. ISBN 978-88-783-1376-7.
- La bellezza del creato, Roma, Il Cigno GG Edizioni, 2018. ISBN 978-88-783-1402-3.
- Le mostre-The Exhibitions. Blackett-San Domenico, Wigner-San Francesco, Roma, Il Cigno GG Edizioni, 2021. ISBN 978-88-783-1424-5.
- Un insegnamento per il futuro della nostra scienza. La mia testimonianza su Lord Patrick M.S. Blackett, Catanzaro, Rubbettino Editore, 2023. ISBN 978-88-498-7449-5.

Ha inoltre curato più di un centinaio di volumi di miscellanee e collectanee di congressi scientifici internazionali.